# Lollius transversus
Lollius transversus är en insektsart som beskrevs av Melichar 1906. Lollius transversus ingår i släktet Lollius och familjen sköldstritar. Inga underarter finns listade i Catalogue of Life.